# Spontaneous Inventions
Albums de Bobby McFerrin
The Voice
(1984) Simple Pleasures
(1988)
Spontaneous Inventions est le troisième album de Bobby McFerrin sorti le 2 décembre 1986, enregistré lors d'un concert au Théâtre Aquarius de Los Angeles. 

## Description
L'album est similaire à The Voice (1984). En effet la majorité des titres sont improvisés (dont certaines reprises : From Me to You), a cappella ; le rythme étant tapé sur la poitrine.
Le concert a fait l'objet de plusieurs invitations spéciales :
- Herbie Hancock pour Turtle Shoes
- The Manhattan Transfer, groupe vocal accompagnant Bobby McFerrin dans Another Night in Tunisia qui lui a valu deux Grammy : Celui de la meilleure performance jazz et du meilleur arrangement vocal.
- Wayne Shorter dans Walkin' qui montre bien la volonté de rapprochement du timbre de voix de McFerrin à celui du saxophone.
- Robin Williams dans Beverly Hills Blues

### Liste des titres
1. Thinkin 'About Your Body – 3:15
2. Turtle Shoes – 3:34
3. From Me To You – 2:19
4. There Ya Go – 3:40
5. Cara Mia – 2:32
6. Another Night In Tunisia – 4:14
7. Opportunity – 3:53
8. Walkin'  – 5:40
9. I Hear Music. – 3:54
10. Beverly Hills Blues – 3:52
11. Manana Iguana – 2:20